# Rüte
Rüte (oficialmente conocido como distrito) es una comuna suiza del cantón de Appenzell Rodas Interiores. Limita al norte con las comunas de Appenzell y Gais (AR), al este con Eichberg (SG), Oberriet (SG) y Altstätten (SG), al sur con Sennwald (SG) y Wildhaus-Alt St. Johann (SG), y al oeste con Schwende.
Forman parte de la comuna las localidades de: Brülisau, Eggerstanden, Hirschberg, Obere Steinegg y Steinegg.